# Халонен, Туйя
Туйя Халонен-Лохикоски (фамилия при рождении — Вартиайнен, фин. Tuija Halonen-Lohikoski, Vartiainen; 24 августа 1926, Хельсинки, Финляндия — 4 января 2009, там же) — финская киноактриса.
Сыграла во многих финских кинолентах 1950-х годов. Наиболее известные роли — в фильмах «Мимми из Мухоса» (1952), «Мы ещё вернёмся» (1953) и «Пекка Пуупяя» (1953).
Первым супругом актрисы был капельмейстер Ханну Олави Халонен, за которым она была замужем с 1945 по 1947 год. В 1964 году Туйя Халонен вышла замуж за знаменитого режиссёра Арманда Лохикоски.
Умерла 4 января 2009 года в Хельсинки.

## Фильмография
- 1950 — Прекрасная Веера или баллада с озера Сайма
- 1951 — Девичий платок
- 1952 — Маленький трактир на плоту
- 1952 — Мимми из Мухоса
- 1953 — Пришёл апрель
- 1953 — Пекка Пуупяя
- 1953 — Мы ещё вернёмся
- 1953 — Король-странник
- 1954 — Особняк с привидениями
- 1954 — Hei, rillumarei!
- 1954 — Пекка и Пяткя по следам снежного человека
- 1954 — Волшебная ночь
- 1955 — Рядом с грехом
- 1957 — Козёл отпущения
- 1958 — Tirlittan
- 1959 — Пиковая дама
- 1959 — Стеклянное сердце
- 1959 — Судьба делает ход
- 1962 — Таапе становится звездой
- 1962 — Всё началось с яблока